# Ana María Simón Pazmiño
Ana María Simón Pazmiño (Maracaibo, Zulia; 14 de septiembre de 1973) es una locutora, presentadora de televisión, actriz de teatro, cine, televisión venezolana.

## Carrera

### Radio y televisión
Simón se inició desde pequeña en las tablas venezolanas. Posteriormente incursionó en la radio con Luis Chataing en los inicios de El Monstruo de la Mañana, haciendo radio durante varios años junto a distintas personalidades venezolanas como Henrique Lazo y Erika de la Vega. Más adelante incursionaría en el mundo de la televisión, animando, actuando e inclusive, siendo la voz oficial de HBO Latinoamérica.
Un compañero determinante en la vida artística de Ana María es Henrique Lazo, con quien compartió la pantalla del canal Televen en programas matutinos como De par en par, Café con pan y Kasa Loka, espacio en el que estuvo hasta mediados de 2006, año importante de su carrera en el que decide abandonar la animación de programas de televisión para dedicarse a su carrera actoral. Al dejar de lado Kasa Loka comenzó a trabajar en la novela de Venevisión Ciudad Bendita (escrita por Leonardo Padrón), pasando después por Arroz con leche, novela escrita por Doris Seguí y recientemente Los misterios del amor de Alberto Barrera Tyszka, y La mujer perfecta por Leonardo Padrón todas en Venevisión.
En enero de 2005 Ana María Simón comienza a transmitir un programa de radio con el periodista Pedro Luis Flores en el Circuito X, llamado Ni tan calvo ni con dos pelucas. El programa estuvo al aire hasta el 18 de diciembre de 2009 y a partir del 18 de enero de 2010 regresa a La Mega 107.3 FM para retomar el dúo con Erika de La Vega en su nuevo programa llamado Un Mundo Perfecto transmitido de 11 a. m. a 2 p. m. de lunes a viernes. Luego siguen con el programa, pero en Onda La Superestación 107.9 FM, transmitido de lunes a viernes de 6 p. m. a 8 p. m. A mediados de 2015 Erika de La Vega debido a sus múltiples compromisos en Miami, dejó el programa Un Mundo Perfecto siendo reemplazada por Henrique Lazo.

### Teatro
La primera obra "formal" de teatro en la que actuó fue Nunca dije que era una niña buena del autor venezolano Gustavo Ott, a los 15 años. Se estrenó en el Teatro San Martín de Caracas. Otras obras en las que participó fueron Denegado, Toda nudez será castigada, ¿Y si no amanece? y Fabricar sobre arena.
Resalta de entre sus primeras obras Esta noche Renny presenta, a la que casualmente asistió quien se convertiría luego en su compañero de radio, Luis Chataing.
En 1994 participó en el papel de protagonista (Víctima) de unos de los capítulos de la popular serie criminalística de RCTV, Archivo Criminal (Asesino en la Garita), siendo esta su primera experiencia en la pantalla chica. 
Ana María participó en dos exitosas temporadas (2003 y 2004) de Amanecí como con ganas de morirme, obra original de Indira Páez dirigida por Mario Sudano. La obra fue estrenada en el Teatro Trasnocho, y coprotagonizaba Rebeca Alemán. Aunque la obra hizo una tercera temporada en el año 2006, Ana María no puedo continuar con el montaje por sus otros tantos compromisos.
En La Cenicienta (2005), una adaptación a las tablas del famoso cuento de hadas producida por Mimí Lazo, Ana María interpretó a una de las malvadas hermanastras.
El 10 de junio de 2005 se estrenó en el CELARG la obra Confesiones de mujeres de 30 de Domingos de Oliveira, en versión de Pilar Arteaga y bajo la dirección de la dupla Héctor Manrique-Héctor Palma. Durante la primera temporada (2005), Ana María estuvo acompañada por Crisol Carabal y Lourdes Valera. En la segunda (2006), Carabal fue reemplazada por Alba Roversi.
El jueves 22 de febrero de 2007 se estrenó en el auditorio del Centro Cultural Corp Group de Caracas la obra De velo y corona, escrita y dirigida por Indira Páez.

## Trabajo

### Radio
- Hasta La Noche, con Henrique Lazo y Alonso Moleiro. Actualmente en Onda La Superestación.
- Un Mundo Perfecto, con Erika de la Vega. La Mega Estación - 107.3 FM. Desde enero de 2010 en Onda La Superestación.
- Ni tan calvo ni con dos pelucas, con Pedro Luis Flores. Circuito X - 89.7 FM. enero de 2005-diciembre de 2009.
- De Carne y Hueso, con Henrique Lazo. La Mega Estación - 107.3 FM. enero-diciembre de 2004.
- Las Dueñas del Circo, con Erika de la Vega. La Mega Estación - 107.3 FM. enero de 2002-diciembre de 2003.
- Real y Medio, con Fernando Carias. 92.9 FM. 2000-2001.
- El Último Round, con Henrique Lazo. 92.9 FM. 1996-2000.
- El Monstruo de la Mañana, con Luis Chataing. 92.9 FM. enero-diciembre de 1995.

### Animación en TV
- Kasa Loka (Televen).
- Café con pan (Televen).
- De par en par (Televen).
- Gente de moda (People & Arts).
- A jugar y a ganar (RCTV).
- Avizzpate (RCTV).

### Actuación en TV
- Escándalos - María Luisa de Navarro (Televen).
- La mujer perfecta - Karla Troconis (Venevisión).
- Los misterios del amor - Laura (Venevisión).
- Arroz con leche - Sylvia Méndez de Lara (Venevisión).
- Ciudad Bendita - Mediática (Venevisión).
- Cosita rica - Lucy Bonilla (Venevisión).

### Actuación en cine
- La vida secreta de tus mascotas 2 (2019) - Chloe
- La vida secreta de tus mascotas (2016) - Chloe[3]
- La hora cero (2010) - Margaret
- El día de los pobres (2009).
- Lo que tiene el otro (2007) - Irene
- 13 segundos (2007).
- Elipsis (2006).
- El Don (2006).
- Larga Travesía.
- Sol y lluvia.
- Borrón y cuenta nueva.
- La voz del corazón.
- Fosa común.
- Mediterráneo.
- Sara.

### Publicaciones
- Soy de Pura Madre (2014).